# Filmografia de Russell Crowe

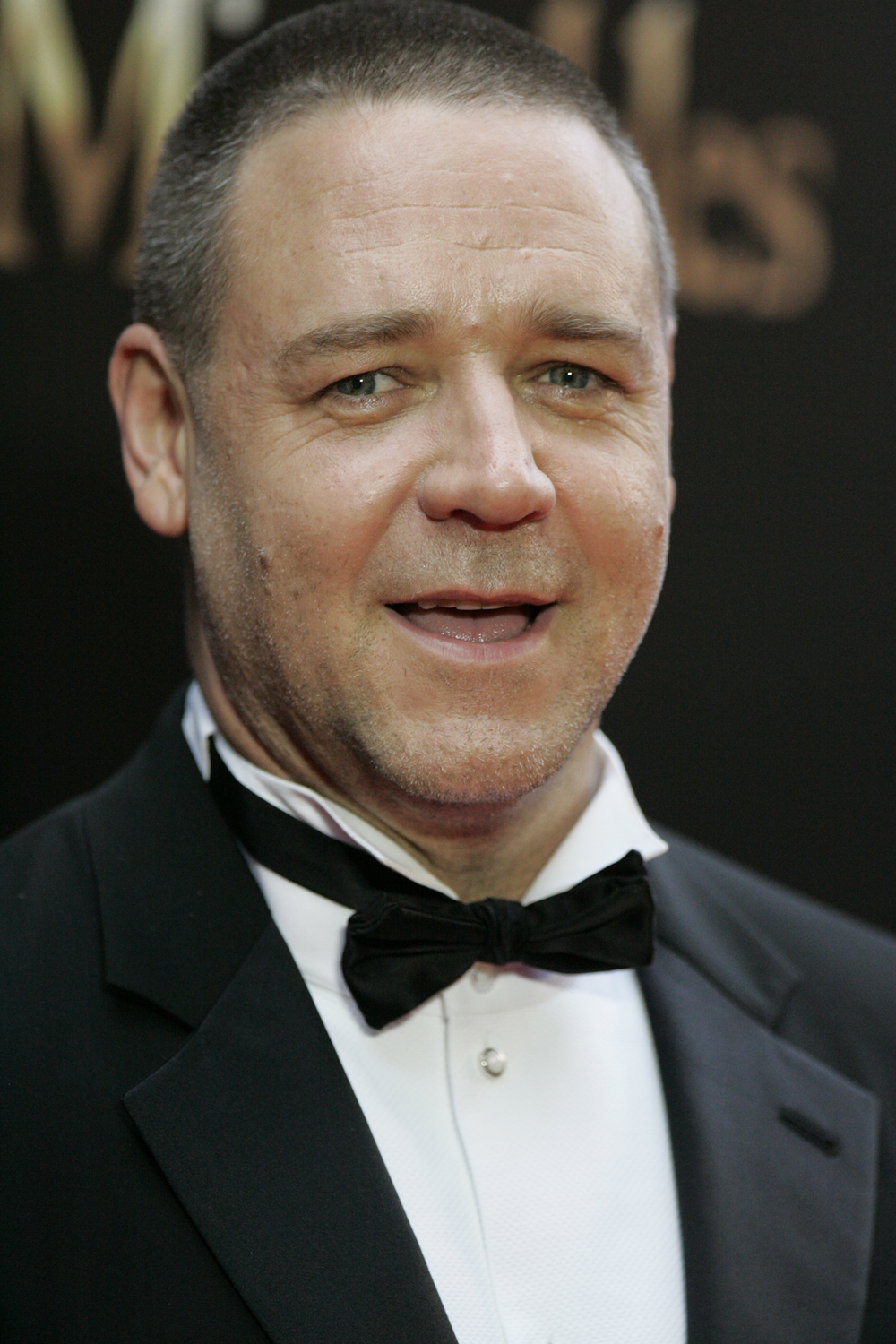
Russell Crowe na première australiana de Les Misérables, 2012.

Russell Crowe é um premiado ator e produtor neozelandês cuja carreira cinematográfica teve início com participações em séries televisivas australianas. Em 1990, Crowe atuou no filme romântico The Crossing e no drama Prisoners of the Sun. Dois anos mais tarde, Crowe estrelou o episódio piloto da série televisiva Police Rescue e o filme de drama Romper Stomper, pelo qual venceu o Prêmio AACTA de Melhor Ator Principal. Após experimentar sucesso no cinema australiano, Crowe estrelou o filme canadense For the Moment em 1993 e, dois anos mais tarde, dividiu as telas com Denzel Washington na ação de ficção científica Virtuosity e com Sharon Stone no filme de faroeste The Quick and the Dead. Em 1997, estrelou o suspense neo-noir L.A. Confidential, que foi indicado ao Óscar de Melhor Filme, além de ser considerado seu primeiro trabalho de relevância crítica no cinema estadunidense. Nos anos seguintes, estrelou o suspense policial Heaven's Burning, a comédia romântica Breaking Up (ambos em 1997), a comédia dramática Mystery, Alaska e o drama The Insider (ambos em 1999).
Crowe ascendeu internacionalmente após sua atuação como um general romano injustamente transformado em escravo no drama épico Gladiator (2000), pelo qual também venceu o Óscar de Melhor Ator, entre outras indicações. Com renda de mais de 457 milhões de dólares, o filme marca a primeira de diversas colaborações do ator com Ridley Scott. No mesmo ano, ao lado de Meg Ryan, Crowe estrelou o suspense Proof of Life, que recebeu críticas mistas pela imprensa. Por sua atuação como o matemático John Forbes Nash no drama biográfico A Beautiful Mind (2001), Crowe foi novamente indicado ao Óscar de Melhor Ator, tornando-se o nono ator a receber três indicações consecutivas na mesma categoria, além de receber o Globo de Ouro de Melhor Ator em Filme de Drama. Nos anos seguintes, estrelou o drama histórico Master and Commander: The Far Side of the World (2003) e o drama biográfico Cinderella Man (2005), ambos altamente aclamados pela crítica e indicados a diversos prêmios. Em 2007, viveu o antagonista no faroeste 3:10 to Yuma e voltou a contracenar com Denzel Washington no aclamado suspense policial American Gangster.
Em 2010, Crowe estrelou e produziu o filme de aventura histórica Robin Hood e co-estrelou o suspense The Next Three Days, ao lado de Elizabeth Banks. Dois anos mais tarde, o ator voltou à evidência com sua atuação como antagonista no filme musical Les Misérables, no qual dividiu as telas com Hugh Jackman. Nos anos seguintes, atuou em Man of Steel (2013), o primeiro lançamento do Universo Estendido DC; e no drama épico Noah (2014). No mesmo ano, Crowe teve sua estreia como diretor no drama histórico The Water Diviner. Em 2017, o ator protagonizou o filme de fantasia The Mummy, o primeiro filme da franquia Universal Monsters, ao lado de Tom Cruise e Annabelle Wallis.

## Filmografia

### Cinema
| Ano  | Filme                                           | Função | Função   | Papel                              | Diretor          | Ref.   |
| Ano  | Filme                                           | Ator   | Produtor | Papel                              | Diretor          | Ref.   |
| ---- | ----------------------------------------------- | ------ | -------- | ---------------------------------- | ---------------- | ------ |
| 1995 | Virtuosity                                      | Sim    |          | SID 6.7                            | Brett Leonard    | [ 22 ] |
| 1997 | L.A. Confidential                               | Sim    |          | Wendell "Bud" White                | Curtis Hanson    | [ 5 ]  |
| 1997 | Breaking Up                                     | Sim    |          | Steve                              | Robert Greenwald | [ 22 ] |
| 1999 | Mystery, Alaska                                 | Sim    |          | Xerife John Biebe                  | Jay Roach        | [ 22 ] |
| 1999 | The Insider                                     | Sim    |          | Jeffrey Wigand                     | Michael Mann     | [ 22 ] |
| 2000 | Gladiator                                       | Sim    |          | General Maximus Decimus Meridius   | Ridley Scott     |        |
| 2000 | Proof of Life                                   | Sim    |          | Terry Thorne                       | Taylor Hackford  |        |
| 2001 | A Beautiful Mind                                | Sim    |          | John Forbes Nash                   | Ron Howard       |        |
| 2003 | Master and Commander: The Far Side of the World | Sim    |          | Capitão Jack Aubrey                | Peter Weir       |        |
| 2005 | Cinderella Man                                  | Sim    |          | James J. Braddock                  | Ron Howard       |        |
| 2006 | A Good Year                                     | Sim    |          | Max Skinner                        | Ridley Scott     | [ 22 ] |
| 2007 | 3:10 to Yuma                                    | Sim    |          | Ben Wade                           | James Mangold    |        |
| 2007 | American Gangster                               | Sim    |          | Detetive Richie Roberts            | Ridley Scott     | [ 23 ] |
| 2008 | Body of Lies                                    | Sim    |          | Ed Hoffman                         | Ridley Scott     |        |
| 2009 | State of Play                                   | Sim    |          | Cal McCaffrey                      | Kevin Macdonald  |        |
| 2009 | Tenderness                                      | Sim    |          | Detetive Cristofuoro               | John Polson      |        |
| 2010 | Robin Hood                                      |        | Sim      | Robin Longstride                   | Ridley Scott     | [ 24 ] |
| 2010 | The Next Three Days                             | Sim    |          | John Brennan                       | Paul Haggis      |        |
| 2012 | The Man with the Iron Fists                     | Sim    |          | Jacknife                           | RZA              |        |
| 2012 | Les Misérables                                  | Sim    |          | Inspetor Javert                    | Tom Hooper       | [ 17 ] |
| 2013 | Broken City                                     | Sim    |          | Nicholas Hostetler                 | Allen Hughes     |        |
| 2013 | Man of Steel                                    | Sim    |          | Jor-El                             | Zack Snyder      | [ 25 ] |
| 2014 | Winter's Tale                                   | Sim    |          | Pearly Soames                      | Akiva Goldsman   |        |
| 2014 | Noah                                            | Sim    |          | Noé                                | Darren Aronofsky | [ 26 ] |
| 2014 | The Water Diviner                               | Sim    |          | Joshua Connor                      | Russel Crowe     | [ 20 ] |
| 2015 | Fathers and Daughters                           | Sim    | Sim      | Jake Davis                         | Gabriele Muccino |        |
| 2016 | The Nice Guys                                   | Sim    |          | Jackson Healy                      | Shane Black      |        |
| 2017 | War Machine                                     | Sim    |          | Bob White                          | David Michôd     | [ 27 ] |
| 2017 | The Mummy                                       | Sim    |          | Dr. Henry Jekyll / Mr. Edward Hyde | Alex Kurtzman    | [ 28 ] |